# Chimio-embolisation intra-artérielle
La chimio-embolisation intra-artérielle est un traitement palliatif du carcinome hépatocellulaire dans lequel le médecin procède à l'administration d'une chimiothérapie directement au sein de la tumeur, couplée avec l'obturation des artères nourricières de cette dernière. Elle peut être proposée au patient avec une augmentation de la survie de quelques mois.